# 통일전망대 (텔레비전 프로그램)
《통일전망대》는 MBC TV에서 방송되었던 북한 프로그램이다.

## 기획 의도
북한에 대한 폭 넓은 이해와 지식을 돕고자 기획된 북한 프로그램이다.

## 방송 시간
| 방송 채널 | 방송 기간                           | 방송 시간                            |
| --------- | ----------------------------------- | ------------------------------------ |
| MBC TV    | 1989년 4월 22일 ~ 1989년 4월 29일   | 매주 토요일 밤 11시 10분 ~ 11시 40분 |
| MBC TV    | 1989년 5월 13일 ~ 1989년 5월 20일   | 매주 토요일 밤 11시 10분 ~ 11시 40분 |
| MBC TV    | 1989년 6월 3일                      | 매주 토요일 밤 11시 10분 ~ 11시 40분 |
| MBC TV    | 1989년 6월 17일                     | 매주 토요일 밤 11시 10분 ~ 11시 40분 |
| MBC TV    | 1989년 7월 8일                      | 매주 토요일 밤 11시 10분 ~ 11시 40분 |
| MBC TV    | 1989년 5월 6일                      | 토요일 밤 11시 ~ 11시 30분           |
| MBC TV    | 1989년 5월 27일                     | 토요일 밤 11시 40분 ~ 12시 10분      |
| MBC TV    | 1989년 6월 10일                     | 토요일 밤 11시 ~ 11시 40분           |
| MBC TV    | 1989년 6월 24일                     | 토요일 밤 11시 30분 ~ 12시           |
| MBC TV    | 1989년 7월 1일                      | 토요일 밤 11시 50분 ~ 12시 20분      |
| MBC TV    | 1989년 7월 16일 ~ 1989년 10월 29일  | 매주 일요일 밤 11시 10분 ~ 11시 40분 |
| MBC TV    | 1989년 11월 5일 ~ 1990년 4월 29일   | 매주 일요일 밤 11시 30분 ~ 12시      |
| MBC TV    | 1990년 4월 30일 ~ 1991년 9월 30일   | 매주 월요일 밤 11시 ~ 11시 45분      |
| MBC TV    | 1992년 7월 13일 ~ 1992년 7월 20일   | 매주 월요일 밤 11시 ~ 11시 45분      |
| MBC TV    | 1991년 10월 7일 ~ 1992년 7월 6일    | 매주 월요일 밤 10시 50분 ~ 11시 40분 |
| MBC TV    | 1992년 8월 17일 ~ 1993년 5월 17일   | 매주 월요일 밤 10시 55분 ~ 11시 40분 |
| MBC TV    | 1993년 6월 5일 ~ 1993년 6월 19일    | 매주 토요일 밤 11시 25분 ~ 12시 5분  |
| MBC TV    | 1993년 7월 3일                      | 매주 토요일 밤 11시 25분 ~ 12시 5분  |
| MBC TV    | 1993년 7월 17일                     | 매주 토요일 밤 11시 25분 ~ 12시 5분  |
| MBC TV    | 1993년 8월 21일 ~ 1993년 9월 18일   | 매주 토요일 밤 11시 25분 ~ 12시 5분  |
| MBC TV    | 1993년 7월 10일                     | 토요일 밤 12시 20분 ~ 1시            |
| MBC TV    | 1993년 6월 26일                     | 토요일 밤 12시 10분 ~ 12시 50분      |
| MBC TV    | 1993년 8월 7일                      | 토요일 밤 12시 ~ 12시 40분           |
| MBC TV    | 1993년 9월 25일                     | 토요일 밤 11시 40분 ~ 12시 20분      |
| MBC TV    | 1993년 10월 9일 ~ 1993년 10월 16일  | 매주 토요일 밤 11시 35분 ~ 12시 15분 |
| MBC TV    | 1993년 10월 24일 ~ 1994년 10월 16일 | 매주 일요일 아침 7시 10분 ~ 7시 40분 |
| MBC TV    | 1994년 10월 23일 ~ 1995년 4월 16일  | 매주 일요일 아침 8시 ~ 8시 30분      |
| MBC TV    | 1995년 4월 23일 ~ 1995년 10월 15일  | 매주 일요일 아침 7시 25분 ~ 7시 50분 |
| MBC TV    | 1995년 10월 21일 ~ 1997년 2월 1일   | 매주 토요일 아침 6시 35분 ~ 7시      |
| MBC TV    | 1997년 2월 14일 ~ 1997년 2월 28일   | 매주 금요일 밤 12시 10분 ~ 12시 35분 |
| MBC TV    | 1997년 3월 6일                      | 목요일 밤 12시 40분 ~ 1시            |
| MBC TV    | 1997년 3월 13일 ~ 1997년 5월 15일   | 매주 목요일 밤 11시 50분 ~ 12시 10분 |
| MBC TV    | 1997년 5월 22일 ~ 1998년 4월 16일   | 매주 목요일 밤 12시 10분 ~ 12시 30분 |
| MBC TV    | 2000년 11월 4일 ~ 2001년 4월 21일   | 매주 토요일 아침 7시 45분 ~ 8시      |
| MBC TV    | 2001년 4월 28일 ~ 2001년 8월 18일   | 매주 토요일 아침 7시 40분 ~ 8시      |
| MBC TV    | 2001년 8월 26일 ~ 2003년 4월 27일   | 매주 일요일 아침 7시 10분 ~ 7시 30분 |
| MBC TV    | 2003년 5월 3일 ~ 2003년 11월 1일    | 매주 토요일 아침 7시 30분 ~ 8시      |
| MBC TV    | 2003년 11월 5일 ~ 2004년 10월 6일   | 매주 수요일 밤 12시 20분 ~ 12시 40분 |
| MBC TV    | 2004년 10월 20일 ~ 2005년 4월 20일  | 매주 수요일 밤 12시 20분 ~ 12시 50분 |
| MBC TV    | 2005년 4월 27일 ~ 2005년 7월 13일   | 매주 수요일 밤 12시 25분 ~ 12시 55분 |
| MBC TV    | 2005년 8월 10일 ~ 2005년 8월 31일   | 매주 수요일 밤 12시 25분 ~ 12시 55분 |
| MBC TV    | 2005년 9월 14일 ~ 2005년 10월 19일  | 매주 수요일 밤 12시 25분 ~ 12시 55분 |
| MBC TV    | 2005년 7월 20일                     | 수요일 밤 12시 45분 ~ 1시 15분       |
| MBC TV    | 2005년 7월 27일                     | 수요일 밤 12시 35분 ~ 1시 5분        |
| MBC TV    | 2005년 8월 3일                      | 수요일 새벽 1시 5분 ~ 1시 35분       |
| MBC TV    | 2005년 9월 7일                      | 수요일 밤 12시 40분 ~ 1시 10분       |
| MBC TV    | 2005년 10월 25일 ~ 2006년 2월 28일  | 매주 화요일 밤 12시 20분 ~ 12시 55분 |
| MBC TV    | 2006년 3월 28일 ~ 2006년 10월 31일  | 매주 화요일 밤 12시 20분 ~ 12시 55분 |
| MBC TV    | 2006년 3월 7일                      | 화요일 밤 12시 15분 ~ 12시 45분      |
| MBC TV    | 2006년 3월 14일 ~ 2006년 3월 21일   | 매주 화요일 밤 12시 30분 ~ 12시 55분 |
| MBC TV    | 2006년 11월 6일                     | 월요일 낮 1시 40분 ~ 2시 10분        |
| MBC TV    | 2006년 11월 13일 ~ 2007년 7월 23일  | 매주 월요일 낮 1시 45분 ~ 2시 10분   |
| MBC TV    | 2007년 7월 30일 ~ 2007년 9월 3일    | 매주 월요일 낮 1시 45분 ~ 2시 15분   |
| MBC TV    | 2007년 9월 17일 ~ 2008년 10월 27일  | 매주 월요일 낮 1시 45분 ~ 2시 15분   |
| MBC TV    | 2008년 11월 10일 ~ 2010년 7월 12일  | 매주 월요일 낮 1시 45분 ~ 2시 15분   |
| MBC TV    | 2007년 9월 10일                     | 월요일 낮 1시 20분 ~ 1시 55분        |
| MBC TV    | 2008년 11월 3일                     | 월요일 낮 1시 40분 ~ 2시 20분        |
| MBC TV    | 2010년 7월 19일 ~ 2010년 10월 25일  | 매주 월요일 오후 2시 25분 ~ 3시 5분  |
| MBC TV    | 2010년 11월 1일 ~ 2011년 5월 16일   | 매주 월요일 오후 2시 15분 ~ 3시 5분  |
| MBC TV    | 2011년 5월 30일 ~ 2012년 1월 16일   | 매주 월요일 낮 1시 5분 ~ 1시 45분    |
| MBC TV    | 2012년 8월 13일 ~ 2012년 8월 20일   | 매주 월요일 낮 1시 5분 ~ 1시 45분    |
| MBC TV    | 2012년 9월 3일 ~ 2012년 9월 24일    | 매주 월요일 낮 1시 5분 ~ 1시 45분    |
| MBC TV    | 2012년 1월 30일 ~ 2012년 7월 9일    | 매주 월요일 낮 1시 ~ 1시 40분        |
| MBC TV    | 2012년 7월 23일 ~ 2012년 7월 30일   | 매주 월요일 낮 1시 ~ 1시 40분        |
| MBC TV    | 2012년 7월 16일                     | 월요일 낮 1시 40분 ~ 2시 10분        |
| MBC TV    | 2012년 8월 27일                     | 월요일 낮 1시 15분 ~ 1시 55분        |
| MBC TV    | 2012년 10월 8일 ~ 2014년 12월 29일  | 매주 월요일 오후 2시 20분 ~ 3시      |
| MBC TV    | 2015년 1월 6일 ~ 2015년 11월 3일    | 매주 화요일 오후 3시 40분 ~ 4시 25분 |
| MBC TV    | 2015년 11월 9일 ~ 2017년 4월 3일    | 매주 월요일 낮 12시 20분 ~ 1시 10분  |
| MBC TV    | 2017년 4월 9일 ~ 2018년 3월 25일    | 매주 일요일 아침 6시 10분 ~ 7시      |
| MBC TV    | 2018년 3월 31일 ~ 2020년 5월 23일   | 매주 토요일 아침 7시 30분 ~ 8시 10분 |
| MBC TV    | 2020년 5월 30일 ~ 2023년 12월 23일  | 매주 토요일 아침 7시 20분 ~ 8시      |

## 구성
- 북한은 지금
- 전망대 포커스
- 생생 통일현장
- 북한이 궁금해
- 북한말 한마디

## 진행자
| 대수 | 진행자               | 진행 기간                                                        |
| ---- | -------------------- | ---------------------------------------------------------------- |
| -    | 송도균 김현경        | 1989년 4월 22일 ~ 1992년 일자 미상                               |
| -    | 정동영               | 1993년 일자 미상 ~ 1993년 일자 미상                              |
| 1대  | 김상수               | 2000년 11월 4일 ~ 2002년 1월 13일                                |
| 2대  | 김현경               | 2002년 1월 20일 ~ 2013년 10월 7일                                |
| 3대  | 김현경 오승훈        | 2013년 10월 8일 ~ 2015년 5월 26일                                |
| 4대  | 김소영 김승환        | 2015년 6월 2일 ~ 2016년 2월 1일                                  |
| 5대  | 김소영 신강균 김승환 | 2016년 2월 15일 ~ 2016년 4월 4일                                 |
| 6대  | 구은영 신강균 김승환 | 2016년 4월 11일 ~ 2016년 11월 28일                               |
| 7대  | 구은영 김승환        | 2016년 12월 5일 ~ 2017년 3월 20일                                |
| 8대  | 구은영 고주룡 도인태 | 2017년 3월 27일 ~ 2017년 8월 13일                                |
| 9대  | 구은영 고주룡        | 2017년 8월 27일                                                  |
| 10대 | 고주룡               | 2017년 9월 3일 ~ 2017년 12월 17일                                |
| 11대 | 김현경               | 2017년 12월 24일 ~ 2018년 1월 7일                                |
| 12대 | 김현경 김대호        | 2018년 1월 14일 ~ 2018년 9월 8일                                 |
| 13대 | 김대호 박연경        | 2018년 9월 15일 ~ 2019년 6월 8일                                 |
| 14대 | 김대호 차미연        | 2019년 6월 15일 ~ 2020년                                         |
| 15대 | 김필국 차미연        | 2020년 ~ 2021년 (차미연이 휴가로 인해 대신 안주희가 임시로 진행) |
| 16대 | 김필국 안주희        | 2022년 1월 8일 ~ 2023년 12월 23일                                |

## 일부지역 자체방송

### 동시 네트워크 송출 방송국
다음 지역 단위 네트워크 계열사는 통일전망대를 그대로 동시 네트워크로 송출한다.
- 원주MBC, 춘천MBC, 대전MBC, 부산MBC, 울산MBC, 대구MBC, 안동MBC, MBC경남, 목포MBC, 여수MBC, 광주MBC, 제주MBC (12개)

### 자체 프로그램을 방송하는 방송국 (4개)
다음 지역 방송국은 아래와 같이 자체 방송을 실시한다. 
 방송 시간은 통일전망대가 매주 토요일 아침 7시 20분이다.
- MBC강원영동 : 열린채널 콘텐츠 세상
- MBC충북 : 프라임 인터뷰
- 포항MBC : 이것저것 문제연구소 스페셜
- 전주MBC : 반갑습니다.

## 종영 이후
2024년 1월 6일부터 매주 토요일 저녁에 MBC 뉴스데스크의 코너로 부활해 한번씩만 방송하고 있다.